# 内莎·帕拉特
内莎·安妮·帕拉特（1973年3月21日—），是一名板球运动员，出生于新西兰，曾代表香港和新加坡参加国际板球比赛，也曾代表北区精神队参加新西兰国内板球比赛。她于2006年至2011年间代表香港队出战，并担任队长。    2018年8月，她在四十五岁时于新加坡对阵马来西亚的对阵中首次代表新加坡参加Twenty20 International比赛

## 香港生涯
2006年，帕拉特在香港队的首场正式比赛中担任队长。她参加了2009年女子板球世界杯亚洲区预选赛。  她在10轮比赛里拿下1/44并得16分。  她作为队长参加了 2007 年在马来西亚举行的亚洲板球理事会30岁以上锦标赛。 在首场对阵马来西亚的比赛中，她77球得71分，6轮比赛中取得4/4的成绩。  2008年在孟加拉国举行的系列赛中，帕拉特在最后两场比赛中得分最高，系列赛第二场比赛打出35分，最后一场比赛打出61分。  
帕拉特作为队长赢得了 2009 年 ACC 女子 Twenty20 锦标赛冠军。 她在小组赛对阵中国队的比赛中与基努·基尔(Keenu Gill)搭档打出76分，这是小组赛得分最高的搭档，也是小组赛对阵科威特和马来西亚的比赛中的最佳球员。 在对阵泰国的决赛中，帕拉拉特拿下了27分。 
2012年，香港改变了参赛标准，只有符合参加亚运会资格的球员才能参赛，因此帕拉特失去了为香港队比赛的资格。康妮·黄 (Connie Wong) 和基努·吉尔 (Keenu Gill) 退出了 2012 年亚洲板球理事会女子 Twenty20 亚洲杯以抗议此举。 

## 新加坡生涯
帕拉特于2016年代表新加坡参加绍达里杯 (Saudari Cup)对阵马来西亚的比赛。  她最后一次出场是在 45 岁零 144 天的时候，成为当时仅次于荷兰选手卡洛琳·德福 (Caroline de Fouw) 的最年长的 T20I 女性选手。 